# インターステラ5555
『インターステラ5555：THE 5TORY OF THE 5ECRET 5TAR 5YSTEM』とは、フランスのハウステクノデュオ：ダフト・パンクと松本零士とのコラボレーションによるアニメーションオペラ。
かねてから松本のファンであったダフト・パンクの2人が自身のアルバム『ディスカバリー』の為に松本にビデオクリップの制作を依頼したのが始まり。
少ない効果音以外はセリフは全くなく全編『ディスカバリー』の楽曲で構成されている67分のアニメーションである。
2001年に単独のビデオクリップ（「ワン・モア・タイム」「エアロダイナミック」「デジタル・ラブ」「仕事は終わらない」）として公開されていたものを含め一連の作品として2003年に公開された。

## キャラクター

### ザ・クレッシェンドールズ THE CRESCENDOLLS
- ステラ Stella（24歳。ベース。アルペジアスの妹。主人公。）
- アルペジアス Arpegius（27歳。ギター。ステラの兄）
- バリル Baryl（20歳。ドラム）
- オクターヴ Octave（32歳。ヴォーカル＆キーボード）

### その他
- シェプ Shep
- ダークウッド伯爵 Earl de Darkwood

## ストーリー及び使用曲
ワン・モア・タイム 　
太陽系外のとある平和な惑星。青い肌の住人達が平和に暮らすこの星で、ある夜4人組（アルペジアス、ステラ、オクタブ、バリル）の人気ロックバンドのライブが開かれていた。全住人がロックバンドの演奏に熱狂する中、惑星外からの謎のコマンド部隊がライブ会場に潜入し様子を窺う。
エアロダイナミック
突然暗くなる会場。コマンド部隊が現れ会場全体に睡眠ガスを撒く。ロックバンドのメンバーもガスで倒れるが、ギターのアルペジアスだけが会場から何とか逃げ出すことに成功する。しかし、アルペジアスも途中で捕まりガスで気を失ってしまう。コマンド部隊はロックバンドの4人をカプセルに移し母船で惑星を去る。
デジタル・ラブ 　
ギターシップで船外活動をするシェプ。船外活動を終えて船に戻った彼の居室内には、このバンドのポスターが何枚も貼ってある。宇宙で孤独にパトロール任務についている彼も、多くの同星人と同じく、バンドの大ファンであったが、とりわけ彼は紅一点のステラに恋い焦がれていた。空想の中でステラと触れ合うシェプ。その時、母星からの緊急連絡が入った。バンドの4人が何者かに拉致されたというのだ。すぐに逃亡する船を割り出し追跡をするがその船は時空の窓に消えていった。シェプもすぐ後を追うが時空の出口で地球に不時着してしまう。
仕事は終わらない
拉致された4人は地球についた後、秘密の地下基地で地球人になるべく記憶、肌の色、服装を替えられてしまう。
クレッシェンドールズ 　
地球人に替えられた4人はダークウッド伯爵に連れられRレコードでデモを演奏しザ・クレッシェンドールズとしてデビューが決定。大々的なプロモーション活動を行い一躍スターダムに躍り出る。
ナイトビジョン 　
雨の夜。クレッシェンドールズの4人はペントハウスの中でプロモーショングッズのサインをしていた。外では全身マントをかぶったシェプが町を彷徨う。拉致された4人がクレッシェンドールズとしてデビューしたことを街中で知ったシェプは4人を取り戻すことを誓うのだった。
スーパーヒーロー
巨大スタジアムのコンサート会場。数万の観客がクレッシェンドールズの登場を待ちかまえている。オーケストラと指揮者であるダークウッド伯爵が待つ中、4人が登場すると熱狂する会場。会場上空の巨大飛行船の上空から真っ逆さまに飛来したシェプはステージ上にいるメンバーの記憶を戻すべくレーザーを発射、しかしステラはダークウッド伯爵に阻まれ失敗してしまう。シェプは他の3人を引き連れ会場を脱出。機材用のバンを奪い逃げるがダークウッド伯爵の部下に追われる。何とか追っ手を振り切るがシェプは怪我を負ってしまう。
ハイ・ライフ
唯一捕まったステラはダークウッド伯爵と供にファッションショー会場に。ファッションショー後のパーティーでデザイナーからドレスを譲られる。ペントハウスに戻りゴールドレコードアワード授賞式に向かう途中、伯爵が落としたカードを人知れず胸に忍ばせるステラ。授賞式ではクレッシェンドールズが受賞。ステージ上でゴールドレコードの授与をされているとき、カメラマンとして会場に潜入していたバリルが隙をついてステラの記憶を取り戻すことに成功。2人は外に待機していたオクタブのタクシーに乗り込み会場を後にした。
愛の絆
会場を抜け出した3人は倉庫街に着いた。そこには瀕死のシェプがいた。驚くステラ。シェプはステラに手を差し出し彼女の手を握る。ステラにはシェプの思いが伝わる。気が付くと、シェプは息を引き取っていたのだった。
ボイジャー
倉庫街から4人はシェプの亡骸を抱えバンで郊外の小高い丘の上に着いた。そこに穴を掘りシェプを埋葬した。祈りを捧げる4人。すると埋葬したところから数多くの小さな光が立ち上り花が咲き乱れ、その光の中からシェプの魂が立ち上り天に消えていった。丘からの帰り道、バンを運転していたアルペジアスが「ダークウッド領」の看板を見つける。急停車して確認すると、シェプの持っていたクリスタルとステラが持っていたダークウッド伯爵のカードが反応し輝きだした。4人はダークウッド領に進路を変更する。
ヴェリディス・クォ
ダークウッド領は奥深い森に囲まれており、その森を見下ろすように巨大なダークウッド城がそびえている。城に潜入した4人は秘密の書庫にたどり着き、そこでヴェリディス・クォという書物を発見する。そこにはダークウッド伯爵の秘密が書かれてあった。中世で魔術の研究者であった父が、隕石の爆発に巻き込まれて母と共に命を落としてしまう。辛うじて生き残ったダークウッドは父の後を継ぎ、長年の研究によって宇宙船を造り、亜空間航法によって別宇宙の異星人の天才的な音楽家を拉致し、整形手術でその姿を地球人に変え、時代の寵児として世に送り出してきたのだった。彼らが人類の人気の頂点に立った証しとしてのゴールドディスクを獲得し、力を使い果すと儀式によってその身を生け贄として捧げた。5555枚のゴールドディスクを得た時、ダークウッドは地球と宇宙を支配する力を手にすることが出来るというのである。恐るべき事実に驚く4人だが、その時伯爵の部下に捕まり地下の儀式会場につれて行かれる。そこでステラは儀式の生け贄にされそうになってしまう。抵抗する4人。アルペジアスとダークウッドが格闘し、奈落に落ちていく5555枚目のゴールドディスクをつかもうとしてダークウッド自身も落ちてしまう。ダークウッドが自滅すると、それを追うように他の部下たちも奈落に落ちていった。崩れ始めるダークウッド城。4人は必死に崩れゆくダークウッド城を後にした。
ショート・サーキット
城を後にした4人はヴェリディス・クォの中にメモリーディスクという項目があることを発見する。自分たちの記憶に関係することに違いないと践んだ4人はRレコード本社に潜入することにした。Rレコードの社長はいなくなったクレッシェンドールズのことを気に掛けていた。オクタブが清掃員の振りをして潜入することに成功。そこで「ワンモア・タイム」のマスターテープの箱にある上げ底の下からディスクを発見。会社から脱出を試みるも警備員に見つかってしまう。そこにエレベータから降りてきた社長も彼に出くわした。銃を抜くと勘違いした警備員にスタンガンを受けたオクタブは倒れ、みるみる肌の色が青くなっていった。驚く社長と警備員。すぐに警察が駆けつけバンで待っていた3人も包囲されてしまった。ちょうどその頃廃墟となったダークウッド城から黒い霧のようなものが渦を巻き天空に上っていった。
素顔で向き合えば
クレッシェンドールズが宇宙人であったというニュースは世界中を駆け抜け大きな騒ぎになっていった。それと同時にクレッシェンドールズを元の惑星に帰そうという巨大プロジェクト（オペレーション・グッバイ・クレッシェンドールズ）が進行することになる。不時着したシェプのギターシップが回収され、ダークウッド城、クレッシェンドールズが記憶を書き換えられた地下基地も捜査、研究が入った。それにより伯爵の意図も白日の下にさらされた。国際会議ではクレッシェンドールズをロケットで地球周回軌道に乗せた後時空の窓へ送り込む計画が承認される。病室で目を覚ましたオクタブはRレコードの社長を目にする。その後ろには元の青い肌に戻った3人もいた。病院のベランダから下を見下ろすと、何万という人々が姿を見せた彼らに声援を送っていた。ロケットに乗る4人にRレコード社長が彼らのバンダナを引き渡した。ロケットの打ち上げは成功し喜ぶ世界中の人々。切り離されたロケットの中からギターシップへ移行しコックピットでうまくいったことを確認しあう4人。しかしステラはそのコックピットにシェプの面影を見いだすのだった。
自由をこの手に 　
周回軌道を抜け出したギターシップは月の裏側にある時空の窓に向かう。時空の窓にギターシップが吸い込まれていくと、それを追うように赤黒い霧が吸い込まれていった。時空の空間に入ると赤黒い霧はダークウッドに形を変え、ギターシップを取り囲む。しかしギターシップの後方から現れたシェプの霊体が、ダークウッドを取り除いていった。時空を抜けた後それは赤い小さな星となって彼方に消える。時空の窓から抜け出た後、シェプの部屋に移動した4人は思い思いにくつろいでいた。ステラも今までのことやシェプのことを思い耽るのだった。自分たちの惑星に着いた4人は観客から歓迎を受け、コンサートは熱狂に包まれた。その模様は地球でも世界規模で受け入れられた。公園での除幕式で4人は銅像の前にいた。ステラがボタンを押すと巨大なシェプの銅像が姿を現した。銅像を見上げる4人と観衆。銅像のはるか先に赤く光る星を見つけたステラはシェプを思い微笑むのだった。

## DVD
- インターステラ 5555 -The 5tory of the 5ecret 5tar 5ystem- limited edition / TOBW-3148
- インターステラ 5555 -The 5tory of the 5ecret 5tar 5ystem- special edition / TOBW-3146
- インターステラ 5555 -The 5tory of the 5ecret 5tar 5ystem-（通常盤） / TOBW-3145

## CD
- ディスカバリー / DISCOVERY /VJCP-68283